# Asplenium obtusatum
Asplenium obtusatum är en svartbräkenväxtart. Asplenium obtusatum ingår i släktet Asplenium och familjen Aspleniaceae.

## Underarter
Arten delas in i följande underarter:
- A. o. northlandicum
- A. o. obtusatum
- A. o. obliquum
- A. o. sphenoides
- A. o. squamulosum